# Долина Шредінгера
Доли́на Шре́дінгера (лат. Vallis Schrödinger) — долина на зворотному боці Місяця. Розташована поблизу кратера Шредінгер.  Долину названо по кратеру Шредінгер, а той, у свою чергу, — на честь австрійського фізика-теоретика Ервіна Шредінгера. Назву затверджено Міжнародним астрономічним союзом у 1970 році.
Долина має форму заглибини довжиною близько 315 кілометрів і шириною від 8 до 10 кілометрів. Вона починається на зовнішньому валу кратера Шредінгер і простягається від нього на північ північний захід (азимут 315°), перетинаючи край кратера Мальтон і кратер Сікорський. Селенографічні координати центральної частини об'єкта — 66°31′ пд. ш. 104°53′ сх. д. / 66.52° пд. ш. 104.88° сх. д..
Долина утворилась від падінні викидів при утворенні кратера Шредінгер. Це одна з трьох розбіжних від нього схожих між собою долин (дві інші — долина Планка довжиною близько 450 км, спрямована за азимутом 350°, і безіменна долина довжиною близько 200 км за азимутом 105°).